# Christian Sebastia
Christian Sebastia Almenar (Ciudad Guayana, Estado Bolívar, Venezuela; 7 de mayo de 1974), más conocido como Christian Sebastia, es un cantante, músico, productor y compositor venezolano. Desde 2006 hasta 2015, fue pastor en la Iglesia de Jesucristo, junto a su esposa Eukarys Sebastia. Es un impulsor contemporáneo de la Adoración y Alabanza también llamada música góspel. Christian Sebastia es llamado en el medio artístico como “el Pastor de las Celebrities” y junto a su esposa Eukarys, son consejeros pastorales de parejas y familias de talla Hollywoodenses. El 15 de noviembre del año 2020 Christian y su esposa Eukarys fueron ordenados como Ministros de la Palabra por la Iglesia Cristiana Reformada de America en Spring, Texas.

## Biografía
Christian Sebastia es el primero de 5 hijos del matrimonio de Juan Pablo Sebastia y Aura Mercedes Sebastia, jóvenes misioneros venezolanos, quienes en el año de 1969 después de haber terminado sus estudios teológicos en Puerto Rico se trasladaron a Puerto Ordaz, Venezuela, en donde iniciaron su obra misionera.

## Vida personal
En 1996 se casó con la venezolana Eukarys Piña, con quien tiene tres hijos: Sabrina Sebastia (1999), Samantha Sebastia (2003) y Christian Sebastia Jr. (2005).

## Carrera

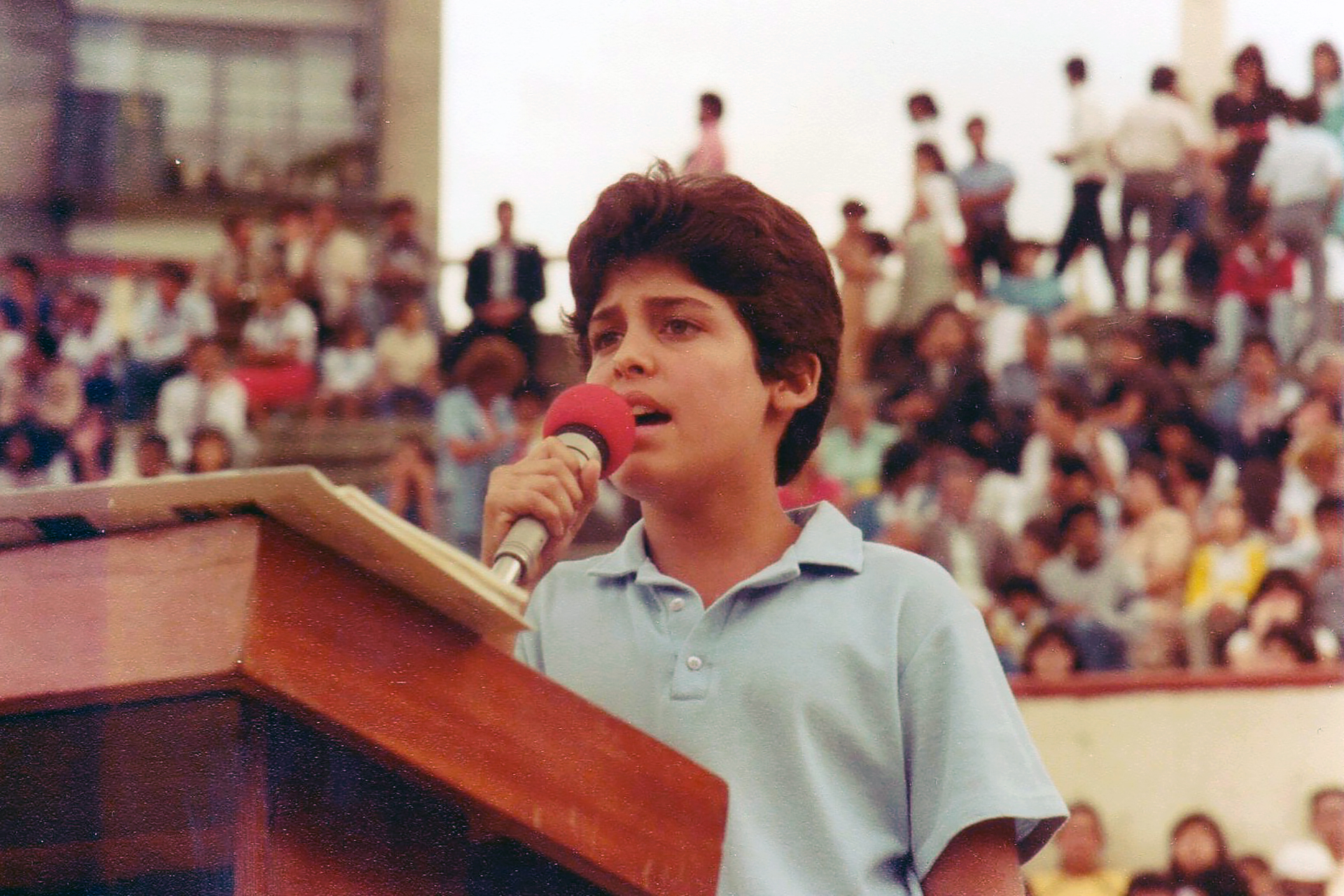
Christian Sebastia en el Nuevo Circo de Caracas, Venezuela en 1986

La primera producción donde participó Christian Sebastia como cantante fue “La Familia”, interpretó 2 canciones en una producción de 10 temas realizada en 1986 y producida por su padre; éste fue el inicio formal de su carrera musical, misma que le llevó a escenarios importantes como el Nuevo Circo de Caracas, ante un público de más de 9 mil personas. Un año más tarde obtendría el reconocimiento de la audiencia cristiana protestante en español a través de la única emisora cristiana protestante de la época, Radio Trans Mundial. En el 2003 el álbum “En Ti” proyectó su carrera musical como artista, compositor y productor al ámbito internacional. En el año 2004 fue el primer cantante venezolano en participar en la “Noche de Gala” de Expolit 2004 y el tema «Me Alegraré y Gozaré» de la producción musical “En Ti” fue incluido en la compilación musical realizada por Expolit titulada “Llamados para este tiempo”, donde compartió espacio con los artistas cristianos más reconocidos de la época. Christian ha sido por 14 años ininterrumpidos expositor en Expolit
En marzo de 2004, se presentó 6 noches consecutivas en la Monumental de Valencia, con una asistencia diaria de más de 25 mil personas.
En mayo del año 2004, Christian apareció en la portada número 39, Volumen 11, de la Revista Alerta (fundada en el año 1990 en la ciudad de New York por el grupo de comunicación Alerta TV Network), siendo el primer cantante venezolano en tener esta distinción.
Entre algunas de las canciones del álbum “En Ti” se destacan «Tiempo de Júbilo», «En Ti» y «Me Alegraré y Gozaré», canciones que interpretó en el Madison Square Garden de New York entre el 27 y el 29 de julio de 2006. Ha sido el primer cantante cristiano venezolano en presentarse ante una audiencia de más de 25 mil personas, junto a otros artistas cristianos anglosajones de reconocida trayectoria como Martha Munizzi y Alvin Slaughter.
En 2008 fue lanzado al mercado cristiano el álbum “Tu Amor”, grabado en vivo ante más de 3000 personas en las instalaciones de la Iglesia de Jesucristo en Ciudad Guayana. Esta producción cuenta con prestigiosos invitados que cantaron a dueto junto a Christian Sebastia: los temas «Tu Amor» y «Palabra del Señor», con el Pastor y Artista Marcos Witt, 5 veces ganador del Latin Grammy, con una trayectoria de más de 30 años de carrera y más de 60 producciones musicales; «Tu eres mi abrigo» con el Pastor Juan Sebastia, su padre, que tiene en su haber 11 producciones musicales; y «Para darte la Gloria» que es interpretada junto a la artista cristiana Jennifer Salinas.
En ese mismo año recibe la distinción del Mara de Oro como mejor producción cristiana de 2008
A partir del año 2013 Christian se convierte en el productor de Monica Rodríguez, artista cristiana y primera mujer venezolana en ganar el Latin Grammy 2010 al mejor álbum cristiano del año con la producción musical “Tienes que creer” y nominación al Latin Grammy al mejor álbum cristiano 2013 con “Encontré su Amor”, también nominado a los premios Arpa ese mismo año. Un año más tarde la producción “Mi Dios es grande” fue nominada a los premios Arpa 2014. En 2014 Christian Sebastia es galardonado por la organización Mara de Oro como Productor por la gira de Monica Rodríguez a través de Ecuador, México, Estados Unidos y Venezuela.
Durante su carrera ha producido, y participado en numerosos conciertos de asistencia multitudinaria, trabajando en la producción de las siguientes giras de Marcos Witt en Venezuela: «Poderoso» en el año 1998, ante 22 mil personas; «Todos tienen que saber» en el año 2001, ante 25 mil personas; «Sana Nuestra Tierra» en el año 2005, ante 35 mil personas (de la producción ganadora del Grammy en 2003); «Sobrenatural» en el año 2008, ante 60 mil personas; «25 Conmemorativo» en el año 2011, ante 40 mil personas, producción ganadora del Grammy en 2012 y tour donde Christian ganó el Mara de Oro como mejor productor de gira “Marcos Witt – 25 Conmemorativo” «Sigues siendo Dios» año 2016 50 mil personas
En 2014 participó en el “Festival Juventud Libre”17 junto a otros artistas nacionales e internacionales, contando con una asistencia de más de 25 mil personas.
En mayo del año 2018 fue lanzado el álbum "Tengo Fe", esta producción musical cristiana cuenta con la participación de artistas reconocidos, que interpretaron junto a Christian Sebastia canciones como: "Tu Amor" con Ilan Chester, "Nunca Pude Imaginar" con Mariaca Semprún, "Jesús La Razón" con Luis Fernando Borjas vocalista de Guaco (banda), "A ti Me Rindo" con Gabriela Cartulano, nominada al mejor álbum cristiano en la edición de los Grammys Latinos del año 2017, "Príncipe de Paz" con Clayton Uehara entre otros. Producida por el sello discográfico Carismah Studios y CA Entertainment Group.
El viernes 5 de abril del año 2019 el álbum "Tengo Fe" es nominado a la XV edición de los premios de la Academia Nacional de la Música y Artes Cristianas (Premios Arpa) en tres categorías: "Mejor Álbum Pop/Fusión", "Mejor Canción en Interpretación (Principe de Paz - f.e.a.t. Clayton Uehara)" y "Mejor productor." 

## Discografía
- La Familia
- En Ti[21]
- Llamados para este tiempo[22]
- Tu Amor[23]
- eXplosión 2013[24][25]
- Tengo Fe[26]

## Premios y nominaciones
- Mara de Oro “Tu Amor” como "Mejor Álbum de Música Cristiana" del año 2008
- Mara de Oro "Mejor Production Manager Gira 25 Conmemorativo - Marcos Witt" del año 2011
- Mara de Oro "Mejor Production Manager Gira Monica Rodríguez - Ecuador, Venezuela, México y los Estados Unidos" del año 2014
- Nominado a la XV edición de los premios ARPA al "Mejor Álbum Pop/Fusión 2019"
- Nominado a la XV edición de los premios ARPA a la "Mejor Canción en Interpretación 2019 (Principe de Paz - f.e.a.t. Clayton Uehara)"
- Nominado a la XV edición de los premios ARPA al "Mejor Productor 2019"